# Gezeitenkraftwerk Annapolis
Das Gezeitenkraftwerk Annapolis war ein Gezeitenkraftwerk in Damm-Bauweise in Nova Scotia (Kanada).

## Lage
| Gezeitenkraftwerk · Lage des Gezeitenkraftwerkes |

Das Kraftwerk befindet sich im Mündungstrichter des Annapolis Rivers in die Fundy-Bucht (englisch Bay of Fundy oder Fundy Bay, französisch Baie de Fundy) nahe der Stadt Annapolis Royal auf der an der kanadischen Ostküste liegenden Nova-Scotia-Halbinsel.
Die Fundy-Bucht zeichnet sich durch einen besonders großen Tidenhub aus, der durch Resonanzverstärkung der Flutwelle entsteht (Detail siehe: Fundy Bay). Im Minas-Becken am inneren Ende der Bucht beträgt der Tidenhub 15 bis 21 m, am Kraftwerk Annapolis immerhin noch bis zu 7 m.

## Geschichte

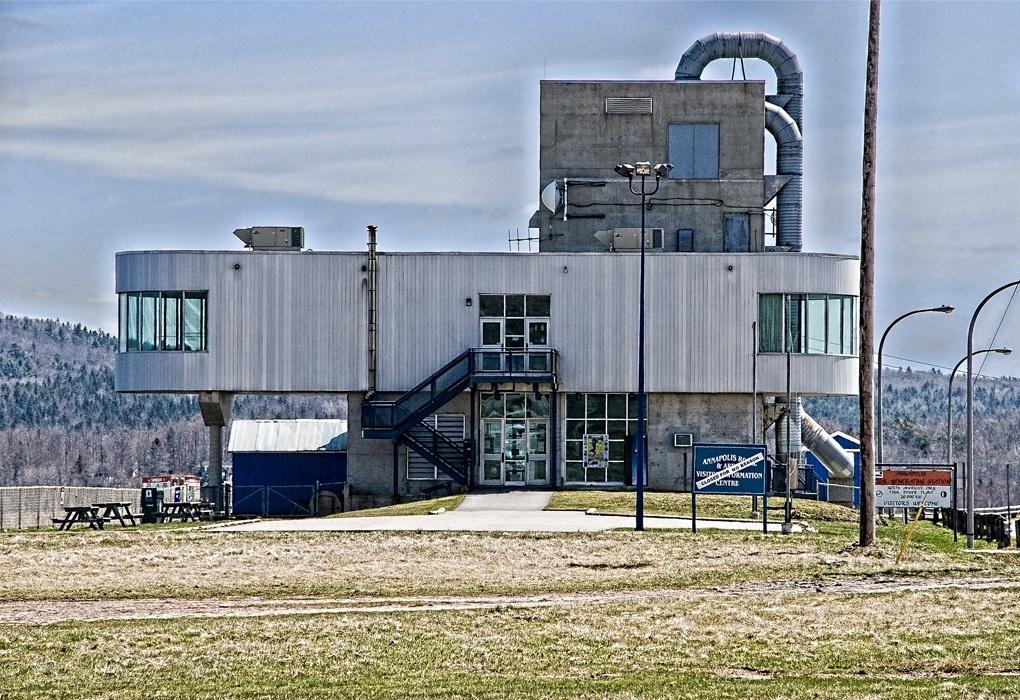
Das Maschinenhaus und Informationszentrum des Kraftwerkes

Der Bau des Gezeitenkraftwerkes ab 1980 war primär ein Forschungsprojekt, denn es lagen damals weltweit noch sehr wenig Erfahrungen mit dieser Technik vor. Annapolis war zum Zeitpunkt des Baus eines von nur drei Gezeitenkraftwerken der Megawatt-Klasse auf der Welt; das zweitgrößte nach dem Gezeitenkraftwerk Rance in Frankreich.
Die energetische Nutzung der außergewöhnlich starken Gezeiten in der Fundy-Bucht war zuvor bereits seit längerem diskutiert worden, jedoch wegen wirtschaftlicher und ökologischer Bedenken nicht umgesetzt worden.
Die Gelegenheit zur Realisierung ergab sich, als Ende der 1970er Jahre eine alte und baufällige Stahlbrücke für die Fernverkehrsstraße Nova Scotia Trunk 1 über den Annapolis-Fluss zwischen Annapolis Royal und dem gegenüberliegenden Ort Granville Ferry ertüchtigt werden musste. Durch das Anlegen des Staudammes für das Kraftwerk erübrigte sich eine kostspielige Renovierung oder ein Brückenneubau. Weiterhin gab es an dieser Stelle bereits ein Sperrwerk, die zur Regulierung eines Bypassstromes um das Kraftwerk genutzt werden konnte. Den Bau des Dammes, der gleichzeitig als Straßendamm für den Trunk 1 und als Staudamm für das Kraftwerk wirkt, beauftragte der lokale Stromversorger Nova Scotia Power, der zur damaligen Zeit noch ein öffentliches Unternehmen war und daher auch Aufgaben der allgemeinen Infrastrukturförderung übernahm. Mit dem Bau wurde 1980 begonnen, und vier Jahre später, 1984, ging das Kraftwerk ans Netz.
Die Ergebnisse des Versuches waren gemischt. Während die Stromerzeugung bis zuletzt weitgehend problemlos funktionierte, wurden ökologisch einige negative Effekte festgestellt: Die Abschwächung der Gezeitenströmung im Ästuar führte zu verstärkter Erosion im Flussbett. Außerdem verirrten sich bei auflaufender Flut schon mehrfach Wale durch die Schleuse in das künstlich geschaffene Speicherbecken oberhalb des Kraftwerkes.
Nachdem das Kraftwerk im Jahr 2019 auf Grund von technischen Mängeln außer Betrieb gegangen war, beschloss der Betreiber im Jahr 2021 die endgültige Stilllegung.

## Technische Daten
Staudamm
- Länge: 225 m

Turbine
- 1 Stück, Typ Straflo-Turbine (Kaplan-Turbine)
- einseitig wirkend (nur bei Ebbstrom)
- Laufraddurchmesser: 7,6 m
- 18 Leitschaufeln + 4 Laufradschaufeln
- Fallhöhe:
  - Normalbetriebsbereich: 1,4 bis 6,8 m
  - Nominal: 5,5 m; maximal 7,1 m
- Leistung:
  - bei Nennfallhöhe (5,5 m): 17,8 MW
  - bei maximaler Fallhöhe (7,1 m): 19,9 MW
- Wassermenge bei Nennfallhöhe: 378 m³/s
- Drehzahl bei Nennfallhöhe / Maximal: 50 / 98 1/min
- Jahresarbeit: ca. 50 GWh